# وفيات 2024
قائمة لأبرز وَفَيَات سنة 2024.

## الوَفَيَات حسب الشهر
- وفيات يناير 2024
- وفيات فبراير 2024
- وفيات مارس 2024
- وفيات أبريل 2024
- وفيات مايو 2024
- وفيات يونيو 2024
- وفيات يوليو 2024
- وفيات أغسطس 2024
- وفيات سبتمبر 2024
- وفيات أكتوبر 2024
- وفيات نوفمبر 2024
- وفيات ديسمبر 2024